# Thái Văn Minh
Thái Văn Minh là Trung tướng Quân đội nhân dân Việt Nam. Ông hiện giữ chức vụ Cục trưởng Cục Quân huấn, Bộ Tổng tham mưu Quân đội nhân dân Việt Nam.

## Tiểu sử
Trước năm 2012, ông là Phó Sư đoàn trưởng kiêm Tham mưu trưởng Sư đoàn 10, Quân đoàn 3.
Năm 2012, ông được bổ nhiệm làm Sư đoàn trưởng Sư đoàn 10, Quân đoàn 3.
Năm 2015, ông được bổ nhiệm làm Phó Tư lệnh Quân đoàn 3.
Tháng 2 năm 2018, ông chuyển sang làm Phó Tư lệnh kiêm Tham mưu trưởng Quân đoàn 3.
Ngày 2 tháng 7 năm 2018, dưới sự chủ trì của Thượng tướng Nguyễn Trọng Nghĩa, Ủy viên Trung ương Đảng, Ủy viên Quân ủy Trung ương, Phó Chủ nhiệm Tổng cục Chính trị Quân đội nhân dân Việt Nam, Thường vụ Đảng ủy, Bộ Tư lệnh Quân đoàn 3, tổ chức hội nghị bàn giao Tư lệnh Quân đoàn. Đại tá Thái Văn Minh, Phó Tư lệnh kiêm Tham mưu trưởng Quân đoàn 3, được Bộ trưởng Bộ Quốc phòng quyết định điều động và bổ nhiệm giữ chức vụ Tư lệnh Quân đoàn 3, Quân đội nhân dân Việt Nam.
Ngày 17 tháng 2 năm 2020, dưới sự chủ trì của Trung tướng Nguyễn Văn Nghĩa, Phó Tổng Tham mưu trưởng Quân đội nhân dân Việt Nam, Thường vụ Đảng ủy, Bộ Tư lệnh Quân đoàn 3 vừa tổ chức Hội nghị bàn giao chức trách, nhiệm vụ Tư lệnh Quân đoàn 3. Thực hiện các quyết định của cấp có thẩm quyền về công tác cán bộ, Thiếu tướng Thái Văn Minh, Tư lệnh Quân đoàn 3 được Quân ủy Trung ương, Bộ Quốc phòng điều động và bổ nhiệm giữ chức vụ Cục trưởng Cục Quân huấn, Bộ Tổng tham mưu Quân đội nhân dân Việt Nam.